# Kim Basinger
Kimila "Kim" Ann Basinger (Athens, 8 de dezembro de 1953) é uma atriz, modelo, cantora e produtora norte-americana. Após uma carreira de modelo de sucesso em Nova York, Basinger mudou-se para Los Angeles, onde começou sua carreira de atriz na televisão em 1976.
Elevada ao status de símbolo sexual nas décadas de 1980 e 1990, Basinger chamou a atenção com sua atuação de Bond girl em Never Say Never Again (1983). Pelo filme The Natural (1984), recebeu sua primeira indicação ao Globo de Ouro. Estrelou ainda 9½ Weeks (1986) e interpretou Vick Vale em Batman (1989), de Tim Burton, o filme mais lucrativo de sua carreira. Por seu papel de femme fatale em L.A. Confidential (1997), Basinger ganhou o Oscar de melhor atriz coadjuvante e o Globo de Ouro de melhor atriz coadjuvante em cinema.
Basinger é de ascendência alemã, irlandesa e sueca e tem sangue indígena, da etnia cherokee. Tem uma filha única chamada Ireland Eliesse Basinger Baldwin nascida em 1995 da então união com o ator Alec Baldwin.

## Biografia
Basinger nasceu em Athens, na Geórgia, em 1953. Sua mãe, Ann Lee Cordell (1925–2017), era  modelo, atriz e nadadora, que trabalhou em vários filmes de Esther Williams. Seu pai, Donald Wade Basinger (1923–2016), era músico e gerente de empréstimos, ex-soldado do Exército dos Estados Unidos, que desembarcou na Normandia no Dia D. Irmã do meio entre os cinco filhos do casal, Basinger tem dois irmãos mais velhos, Skip (n. 1950) e Mick (n. 1951), e duas irmãs mais novas, Barbara (n. 1956) e Ashley (n. 1959).
Basinger se descreve como sendo muito tímida, o que impactou bastante sua infância e sua adolescência. Ela era tão tímida que chegou a desmaiar uma vez em uma chamada oral na escola. Estudou balé dos três anos até a adolescência, época em que começou a ficar mais confiante e até se candidatou a uma vaga de líder de torcida. Aos 17 anos, participou do America's Junior Miss Scholarship Pageant, ganhando em nível municial, sendo coroada Miss Athens mirim. Ainda que não tenha ganhado o estadual, sua beleza foi comentada em um programa de audiência nacional. Ela competiu em nível estadual para a bolsa Breck e foi destaque em um anúncio para Breck em um retrato conjunto com sua mãe.
Basinger recebeu um contrato de modelo com a Ford Models, mas recusou em favor de cantar e atuar, e se matriculou na Universidade da Geórgia. Ela logo reconsiderou sua decisão e foi para Nova York para se tornar modelo da Ford. Apesar de ganhar US$ 1.000 por dia, Basinger nunca gostou de modelar, evitando se olhar no espelho:
| “ | Foi muito difícil passar de uma sessão de fotos para outra e sempre tendo que lidar com a minha aparência. Não aguentei. Me senti sufocada. | ” |

Não muito depois de seu contrato com a Ford, Basinger apareceu na capa de revistas. Ela apareceu em centenas de anúncios ao longo do início dos anos 1970, principalmente como a garota do xampu Breck. Em 1979, esteve na capa do álbum de estreia da banda Survivor. Basinger alternava entre o trabalho de modelo e aulas de atuação no Neighborhood Playhouse, um conservatório profissional em tempo integral para atores na cidade de Nova York, além de se apresentar em clubes no Greenwich Village como cantora.
Basinger é ex-aluno do William Esper Studio para artes cênicas em Manhattan.

## Carreira

### Primeiros anos (1976–1982)

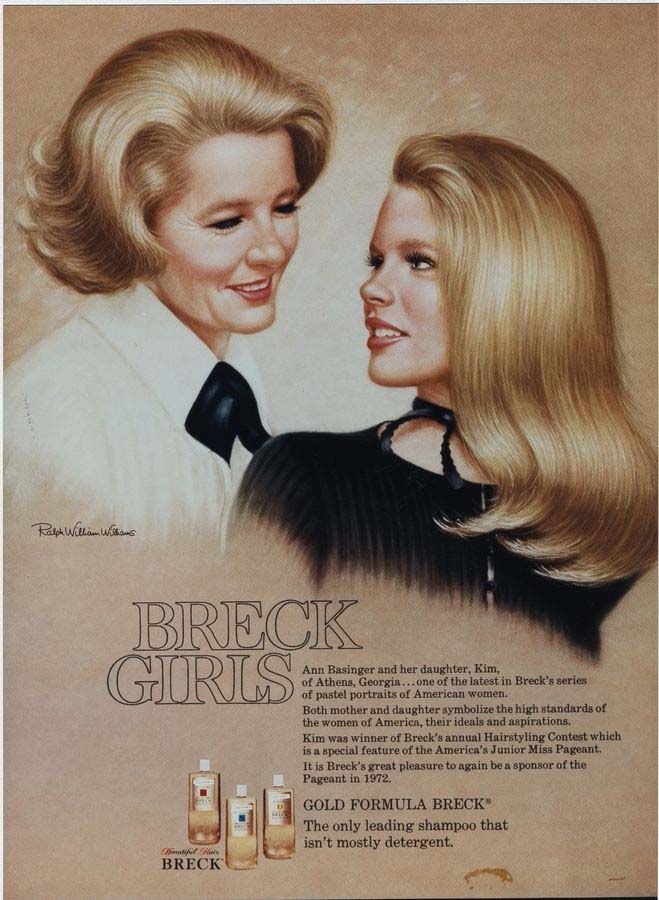
Kim e sua mãe, Ann Basinger, no comercial do xampu Breck, 1972

Em 1976, depois de cinco anos trabalhando como mdelo, Basinger parou a carreira e se mudou para Los Angeles para trabalhar como atriz. Trabalhou em programas de televisão como McMillan and Wife e Charlie's Angels, recusando um papel regular nesta última que acabou ficando com Cheryl Ladd.
Seu primeiro papel de destaque na televisão foi no filme Katie: Portrait of a Centerfold (1978), onde Basinger interpreta uma garota de uma cidade pequena que vai para Hollywood na esperança de se tornar atriz e acaba se tornando uma famosa capa de uma revista masculina. Em 1979, estrelou a minissérie From Here to Eternity, ao lado de Natalie Wood, William Devane e Steve Railsback. Basinger reprisaria seu papel na minissérie na série derivada que iria ao ar em 1980.
Em 1981, Basinger posou nua para a revista Playboy e fez sua estréia no drama criticamente bem recebido, mas pouco assistido Hard Country, seguido por um papel em Mother Lode, com Charlton Heston.

### Fama mundial (1983–1989)
Seu ensaio para a Playboy foi publicado apenas em 1983, quando Basinger o usou para promover sua estreia no papel de Bond girl, em Never Say Never Again (1983), onde atuou com Sean Connery. O longa arrecadou 160 milhões de dólares em bilheteria. Basinger disse que sua aparição  na "Playboy" levou a outras oportunidades, como o papel do interesse romântico de uma estrela do time de beisebol em The Natural, de Barry Levinson, junto de Robert Redford, papel pelo qual ela recebeu uma indicação ao Globo de Ouro de Melhor Atriz Coadjuvante.
Blake Edwards a escalaria duas vezes para trabalhar em seus filmes. Primeiro, ela foi a esposa de um milionário do Texas em The Man Who Loved Women (1983) e foi uma mulher tímida que vai a um encontro com um homem workaholic em Blind Date (1987), com Bruce Willis. Robert Altman a escalaria para estrelar o papel de uma mulher se escondendo de seu antigo namorado em um motel em Fool for Love (1985). Em 1986, Basinger estrelou como funcionária de uma galeria de arte de Nova York que tem um caso breve, mas intenso, com um misterioso corretor de Wall Street interpretado por Mickey Rourke no polêmico 9½ Weeks, de Adrian Lyne.
Em 1986, Basinger estrelou como um funcionária de uma galeria de arte de Nova York que tem um caso breve, mas intenso, com um misterioso corretor de Wall Street. Embora o filme tenha sido um fracasso nas bilheterias norte-americanas, teve um desempenho muito bom na Europa, especialmente na França, e arrebanhou uma grande base de fãs norte-americanos em nas locadoras e na TV a cabo. O filme foi logo comparado com Last Tango in Paris e o trabalho de Basinger foi bastante elogiado.
Robert Benton também a escalou para o papel título de uma grávida com problemas em Nadine (1987). Enquanto a maioria dos filmes que Basinger estrelou durante este período foram lançados em vários graus de sucesso, eles ajudaram a estabelecê-la como atriz. Seu papel de maior sucesso viria como a fotojornalista Vick Vale no filme de 1989 Batman, de Tim Burton, onde trabalhou com Michael Keaton (Batman) e Jack Nicholson (Coringa).

### 1990
Na esteira do sucesso de Batman, Basinger interpretou uma cantora glamurosa, junto de Alec Baldwin, na comédia The Marrying Man (1991). em 1992, em Final Analysis, trabalhou com Richard Gere, intepretando uma mulher que se envolver romanticamente com o psiquiatra de sua irmã. Os dois tiveram uma renda moderada nas bilheterias. em 1992, foi convidada a cantar junto de Ozzy Osbourne na canção Shake Your Head, música que chegou ao top 5 das paradas do Reino Unido. No mesmo ano estrelaria como dubladora na animação Cool World.
Em 1993, interpretou uma mulher recém saída da prisão no filme The Real McCoy e na comédia Quanto Mais Idiota Melhor 2. Em 1994, ela trabalhou novamente com Baldwin no thriller The Getaway, em que ela atuou como a esposa de um ex-presidiário. No mesmo ano, atuaria em outro sucesso da carreira, Prêt-à-Porter, onde interpreta uma sensual repórter da TV a cabo.
Em meio a sérios problemas financeiros após sair do projeto do filme Boxing Helena, Basinger entrou em hiato da tela em meados da década de 1990.

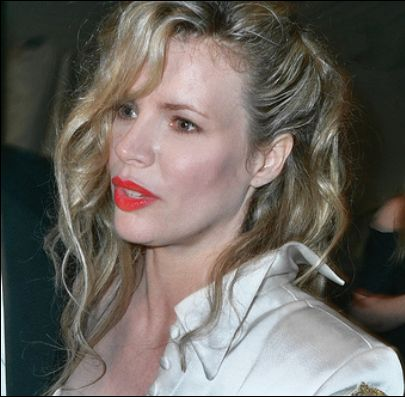
Kim Basinger na entrega do Oscar 1990.

Seu retorno às telas foi em 1997, no filme neo-noir de Curtis Hanson L.A. Confidential, junto de Guy Pearce e Russell Crowe. Tendo recusado o filme duas vezes, insegurar de retornar às telas e querendo desfrutar a maternidade, Basinger acabou aceitando o papel, que se tornaria um de seus mais famosos e elogiados. Sua atuação lhe rendeu um Oscar de melhor atriz coadjuvante e um Globo de Ouro de melhor atriz coadjuvante em cinema.

### 2000
Em I Dreamed of Africa, Basinger interpretou a escritora a ambientalista Kuki Gallmann, junto de Vincent Pérez. O filme foi um dos mais prazerosos de trabalhar de sua carreira, mas teve uma renda irrisória nas bilheterias. Curtis Hanson a escalaria novamente, desta vez como a mãe alcoólatra de um aspirante a rapper, em 8 Mile (2002), com Eminem e Brittany Murphy. O filme foi um dos mais bem sucedidos daquele ano, com quase 243 milhões de dólares em bilheteria.
Em 2004, estrelou ao lado de Jeff Bridges e Jon Foster, no drama The Door in the Floor, baseado no livro de John Irving. O longa não teve muito público, mas foi bastante elogiado. No mesmo ano estrelaria no thriller Cellular, com Chris Evans e em 2006 estrelou The Sentinel, onde intepreta a primeira-dama dos Estados Unidos, ao lado de Michael Douglas, Kiefer Sutherland e Eva Longoria.
Em 2008, com Charlize Theron e Jennifer Lawrence, Basinger trabalhou em The Burning Plain, de Guillermo Arriaga. Ainda que tenha tido uma exposição limitada nos cinemas, o filme foi bem elogiado pelo The Telegraph. Em 2008, Basinger produziu e estrelou o thriller independente While She Was Out, como uma dona de casa suburbana que é forçada a se defender quando fica presa em uma floresta desolada com quatro bandidos assassinos. A distribuição foi limitada, mas novamente sua atuação foi elogiada pela crítica
Seu filme seguinte, The Informers (2009), foi escrito por Bret Easton Ellis, estreando no Sundance Film Festival. Nele, Basinger estrela como a esposa depressiva de um executivo interpretado por Billy Bob Thornton).

## Vida pessoal
Antes da fama, Basinger namorou o modelo Tim Saunders, o fotógrafo Dale Robinette e o jogador de futebol Joe Namath.
Em 12 de outubro de 1980, ela se casou com o maquiador Ron Snyder-Britton, que conheceu no filme Hard Country. No mesmo ano, Basinger descobriu que sofria de agorafobia, depois de sofrer um ataque de pânico em uma loja de produtos naturais, ficando trancada em casa por seis meses. Snyder deixou o emprego durante o casamento e mudou seu sobrenome para Britton depois que Basinger pediu que ele escolhesse "algo com um B" para que ela pudesse manter as mesmas iniciais ao usar seu nome de casada. O casal se divorciou no Natal de 1989. Basinger teve que pagar uma pensão de 9 mil dólares ao ex-marido por oito anos. Britton escreveria uma biografia intitulada Longer Than Forever, publicada em 1998, onde ele relata como foi seu tempo junto de Basinger e o caso que ela teve com o ator Richard Gere nas gravações de No Mercy.
Enquanto seu primeiro divórcio estava em andamento, Basinger teve relacionamentos com o produtor Jon Peters bem como com o cantor Prince. Ela então se envolveu brevemente com o treinador de fitness Phil Walsh e o estilista Alexio Gandara.
Em 1990, Basinger conheceu seu segundo marido, Alec Baldwin, em The Marrying Man. Eles se casaram em 19 de agosto de 1993, trabalhando juntos novamente em 1994, em The Getaway. O casal teve uma filha, a atriz Ireland Baldwin (n. 1995). O casal se separou em 2000 e se divorciaram oficialmente em 2002. O casal brigaria pela custódia da filha nos anos seguintes, em um processo que custaria a Basinger mais de 1,5 milhão de dólares.
Depois de seu divórcio de Baldwin, Basinger teria se envolvido com Eminem, nos sets de 8 Mile, o que o rapper negou em uma entrevista em 2002. Ela não teria outro relacionamento romântico público até 2014, quando começou a namorar Mitch Stone.

### Afastamento da família
Os pais de Basinger foram legalmente casados de 1948 a 2016, quando ele morreu, mas estavam separados desde 1980 e tiveram pouco ou nenhu contato ao longo dos anos. A partir de meados da década de 1990, Basinger se afastou de sua mãe, Ann, e de todos, exceto um de seus quatro irmãos. Seu pai Don e irmã mais nova Ashley foram os únicos membros da família convidados para seu segundo casamento em 1993 e os únicos membros da família a quem ela agradeceu em seu discurso no Oscar.

### Problemas financeiros
Alguns membros da família recomendaram a Basinger comprar a maior parte das terras de uma propriedade privada na pequena cidade de Braselton, na Geórgia, cerca de 1.691 acres em 1989, por 20 milhões de dólares, para estabelecê-la como uma atração turística e um festival de cinema. A atração era um Parque da Mônica, quadrinhos que tinham sido traduzidos para o inglês havia pouco tempo na época.
Basinger entrou em dificuldades financeiras em 1993 ao largar a produção de Boxing Helena. O estúdio a processou, forçando a atriz a pagar 8,9 milhões de dólares em multa contratual. Sem condições de pagar a multa e sem condições de continuar com a atração na Georgia, ela vendeu a propriedade e entrou com um pedido de falência, o que a levou a fazer um acordo com o estúdio para pagar 3,8 milhões.

## Prêmios e indicações
Oscar

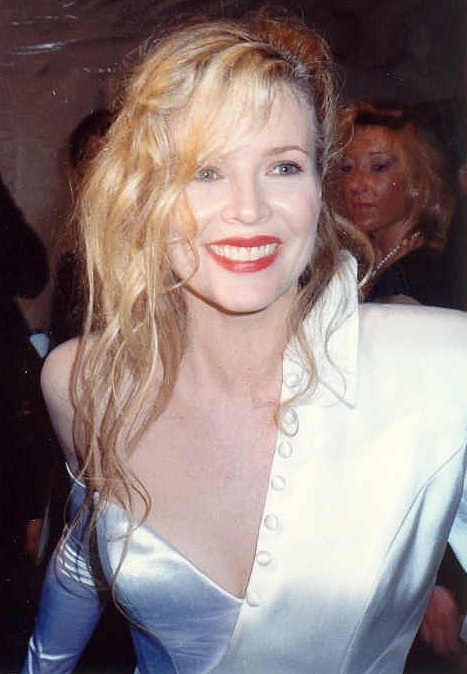
Kim Basinger na entrega do Oscar 1990.

- 1998 — Melhor atriz coadjuvante, por L.A. Confidential

Prêmio Saturno
- 2005 — Indicada melhor atriz coadjuvante, por Cellular
- 1991 — Indicada melhor atriz coadjuvante, por Batman
- 1990 — Indicada melhor atriz, por My Stepmother Is an Alien

BAFTA
- 1998 — Indicada melhor atriz, por L.A. Confidential

Globo de Ouro
- 1998 — Melhor atriz coadjuvante em filme de cinema, por L.A. Confidential
- 1985 — Indicada melhor atriz coadjuvante em filme de cinema, por The Natural

Framboesa de Ouro
- 2018 — Vencedora pior atriz coadjuvante, Fifty Shades Darker
- 2005 — Indicada pior perdedora dos primeiros 25 anos do framboesa de ouro;
- 2001 — Indicada pior atriz, por Bless the Child
- 2001 — Indicada pior atriz, por I Dreamed of Africa
- 1995 — Indicada pior atriz, por The Getaway
- 1993 — Indicada pior atriz, por Cool World
- 1993 — Indicada pior atriz, por Final Analysis
- 1992 — Indicada pior atriz, por The Marrying Man
- 1987 — Indicada pior atriz, por Nine 1/2 Weeks

## Filmografia selecionada
- Never Say Never Again (1983)
- The Natural (1984)
- 9½ Weeks (1986)
- Batman (1989)
- The Real McCoy (1993)
- The Getaway (1994)
- L.A. Confidential (1997)
- 8 Mile (2002)
- The Door in the Floor (2004)
- Cellular (2004)
- The Sentinel (2006)
- Charlie St. Cloud (2010)
- The Nice Guys (2016)
- Fifty Shades Darker (2017)